# 野地澄晴
野地 澄晴（のじ すみはれ、1948年3月9日 - ）は、日本の発生生物学者であり生物工学者。理学博士。徳島大学名誉教授・前学長。徳島大学・学長補佐。アカデミスト起業学会を設立（2023年10月）、愛媛県出身、広島育ち。

## 来歴[1]

### 生い立ち
1948年に愛媛県松山市平井の母親の実家にて誕生。父の野地潤家は、広島大学の教員であったので、広島市基町に18才まで住む。父は言語の発達のメカニズムに興味を持ち、澄晴の言葉の発達について、０才から5才まで記録した。当時は録音装置などないため、カードに筆記する方法で記録。話す速度が増すと、速記法を勉強して記録した。その記録は『幼児期の言語生活の実態』全4巻として発表されている。内容は「Sumihare　Database」として研究に使用されている。父の関係で広島大学附属小学校に入学、附属中学校、附属高等学校に進学した。高校1年生の時に生徒会長になっている。「時間とは何か？」に疑問を持っていた時に、図書館で借りたアインシュタインの特殊相対性理論の解説書において、「光の速度に近い速さで動くものは、時間が遅く流れる」ことを知り、時間の進み方が変化することに衝撃を受け、物理学に興味を持った。
1966年に福井大学工学部応用物理学科に入学。卒業論文は理論物理学の「量子統計学の拡張」であった。在学中、理論物理学者であるシュレディンガー博士の著書「生命とは何か」等に影響を受けた。ある日、「部屋を飛んでいるハエが、なぜ飛べるのか？」に疑問を持ち、工学的には非常に高度な制御をしており、それを機械として見ると、決して今の技術では作製できない」と考え、これからの工学は生物に学ぶべきであると思った。生物を研究対象に選ぶことにして、生物学への転向を決意した。詳しい情報は福井大学工業会のホームページの「福井大学のプロジェクトX」に掲載されている。

### 研究歴
広島大学大学院理学研究科物性学専攻では、DNAなどの生体高分子の物性研究を電子スピン共鳴法(ESR)により行い理学博士を取得した。その後、1980年に米国に留学し、米国衛生研究所(NIH)のNIDDKの物理化学研究室のHideo Kon (昆　秀夫)博士の研究室の博士研究員となり、ヒト赤血球の変形能をESRを用いて研究した。当時NIHで同じ建物（Bldg2)にあった富澤 純一研究室の当時博士研究員だった升方久夫(現大阪大学名誉教授）の分子生物学の研究に感動した。帰国時にMolecular Cloning: A Laboratory Manualを購入して帰り、帰国後岡山大学歯学部口腔生化学教室にて、当時まだ汎用されていなかった分子生物学的方法を用いた実験系を独自に立ち上げた。岡山大学の医歯薬学研究科の研究者と東北大学の井出研究室と共同研究を行い、特に四肢の発生の研究を行った(1982〜1992年)。四肢形成のメカニズムを解明し、Nature誌とCell誌に論文を発表した。その間に、In situ hybridizationの技術を開発し、関連する書籍を出版した。
1992年に徳島大学工学部に教授として赴任後(1993年以降)、四肢のZPA（極性化活性域)を誘導する因子はFGF（線維芽細胞増殖因子）であると予想して研究を行った。しかし、Clifford Tabin (the Department of Genetics at Harvard Medical School)のらによって、それは、ショウジョウバエのhedgehog (hh)の脊椎動物のホモログの一つであるShh( Sonic hedgehog)であることが発見された。一方、野地研究室においては、FGFは肢芽を誘導する因子であることを、三川研究室のラボで大内淑代らが発見した。最終的に、肢芽誘導因子はFGF10であることを発見した。この因子を用いると、ニワトリ胚において、翼と脚の間に新規の肢が形成される。この過剰な肢を、「蛇足」と名付けた。
徳島大学に教授として就任後、脊椎動物の四肢の発生の研究に加えて、新規な研究テーマを加えることにし、非常に興味のあるテーマであるが、誰も研究していないテーマを探した。ある日、大学の生協の本屋にて、海野和男著「昆虫の擬態」を見た瞬間に、「これだ」と思い、「形態進化のメカニズムを昆虫の擬態に着目して研究」することにした。マレーシアから蘭の花に擬態している「花カマキリ」を購入することにした。しかし、問題は「カマキリ」の餌だった。花に擬態していることは、天然の餌は蝶であるが、それを飼育するのは厳しいと考え、マレーシアのペナン島のバタフライ・ファームに連絡し、餌についてのアドバイスをもらった。その答えは「コオロギ」であった。日本のペットショップで購入可能とのことで、実際300匹を購入。ところが、花カマキリは飼育が難しく、増やすことができなかったため、死滅してしまった。残った多くのコオロギを観察して、実は「コオロギ」は素晴らしい実験動物であることに気が付いた。そこでコオロギを新規なモデル動物として開発することにした。その時の目標は、コオロギを遺伝子操作で花に擬態させ、「花コオロギ」を作成することであった。コオロギの飼育法を開発するところから出発し、発生・再生・進化のメカニズムとその応用について研究した。特に、コオロギの発生メカニズムは、ショウジョウバエと異なっており、より祖先型の発生をすることを発見した。さらに、コオロギの脚の再生に着目し、脚の再生に関する新しいモデルを提案した。コオロギの脚の再生のRNAiを用いた実験を行っている時に、いつまでも脱皮して、成虫にならないコオロギを石丸らが発見し、そのメカニズムを解明したところ、昆虫が脱皮して成虫になるメカニズムを発見した。これにより、不完全変態から完全変態への進化の新規なメカニズムを提案している。研究の内容は、2021年に出版された著者「最強の食材　コオロギフードが世界を救う」（小学館新書）および2022年に出版された「最先端　コオロギ学」ーここに新しい生物学があるーに詳しく紹介されている。

### 大学の運営歴
2011年に、徳島大学の図書館長に就任。
2012年に香川　征学長の元で、理事・副学長（研究担当）に就任。2016年から第１３代徳島大学長に就任2022年３月退任。
野地澄晴の業績の紹介
（１）研究担当理事として平成26年度から27年にかけて準備し、平成28年4月から発足した生物資源産業学部の新設並びに理工学部、総合科学部の学部再編、そして教養教育院及び先端酵素学研究所の設置。特に生物資源産業学部の設置は徳島大学としては30年ぶりの学部新設であり、農学系学部の設置を待ち望んでいた「徳島県民の悲願が達成」ということで報道等で大きく取り上げられた。これは、研究担当理事であり、また農工商連携センター長として活躍されていた野地理事が学内はもとより文科省等と精力的に協議を行われたご尽力の賜であった。
(2)新たな外部資金を獲得するための仕組み作り: 平成28年に主として研究資金獲得を目指してクラウドフアンデイング「おつくる」を運営する一般社団法人大学支援機構を設置。大学発ベンチャーへの出資等を通して本学への利益還元をはかるべく令和2年3月には株式会社産学連携キャピタルを設置し、同年4月には10億円規模の産学連携1号フアンドを立ち上げた。
```
(3)研究力の強化: 平成29年度には異分野融合等で研究力を強化するため、研究クラスター支援制度を立ち上げた。平成30年度に内閣府の地方大学・地域産業創生事業に採択されたことで、平成31年3月、あらゆる波長の光で世界最先端のフオトニクス研究を推進するポストLED研究所を設置。こうした取り組みはJSTやAMED等の大型研究費の獲得につながり、令和3年度の受託研究受入額は過去最高額となった。
```

　(4) 産官学連携の強化と新産業創出に向けた取り組み。平成30年4月、野地学長オリジナルの発想で、大学病院をモデルに、大学の研究成果を迅速に事業化につなげ、組織対組織の産学連携を加速させるため、大学産業院を設置。産業院教員等の活躍により、認定された大学発ベンチャー起業は約30社を数えるとともに、先日公表された令和2年度知的財産収入額は全国第7位(1億4千万)に位置するなど、地方大学の中では突出した実績を上げた。
　(5) 地域連携に関する取り組み。平成27年度に文科省の若者の地元定着を目指すCOC+事業に採択後、執行本部長としてご指導頂き、中間・最終ともにS評価と高い評価を受けましたが、令和2年度には、その後継事業であるCOC+R事業にも採択され、県内の産官学金で構成するコンソーシアムの会長として、今日までリーダーシップを発揮した。また、平成31年4月には、懸案であった２つのセンターを統合し、リカレント教育と地方創生の推進を図る全学拠点として「人と地域共創センター」を設置され、地元産業や地域の核となる人材育成に務め、地域課題の解決にも取り組んだ。
```
 さらに、令和2年7月には、地域や産業界と連携し、生物系新産業や6次産業化に資するオープンイノベーションを推進するため、バイオイノベーション研究所(バーク)を設置。この度、2022年3月のニュースではありますが、経済産業省の補助事業である「地域の中核大学の産学融合拠点整備事業」に採択され、令和4年8月には石井キャンパスに新しい産官学共創拠点として研究棟が整備された。
```

　こうした地域や産官学連携を通じて徳島に貢献する徳島大学の取り組みは、隔年実施で調査が実施される日経新聞の2021年度地域貢献度ランキングで2019年度と連続で全国第3位と高く評価されている。
2022年３月学長任期満了。2022年4月学長補佐（総務部未来創造課と連携）退職。
テクノロジーベンチャー経営大全: アイデアから企業の成功へ　北岡和義, 野地澄晴　田中雅範 | 2023/4/17出版
2023年10月アカデミスト起業学会を設立。会長に就任：ホームページ：https://academist-entrepreneurs.hp.peraichi.com/top

## 経歴
- 1966年3月 広島大学教育学部附属高等学校卒業。
- 1966年4月 福井大学工学部応用物理学科入学。
- 1970年3月 福井大学工学部応用物理学科卒業。
- 1974年3月 広島大学大学院理学研究科物性学専攻修士課程修了。
- 1980年3月 広島大学大学院理学研究科物性学専攻博士課程修了。
- 1980年4月〜1982年3月 米国衛生研究所（NIH)客員研究員
- 1982年4月 岡山大学歯学部教務員。
- 1983年4月 岡山大学歯学部助手。
- 1992年4月 岡山大学医学部講師。
- 1992年7月 徳島大学工学部教授。
- 2006年4月 徳島大学大学院ソシオテクノサイエンス研究部教授。
- 2011年4月 徳島大学図書館長
- 2012年4月 徳島大学理事・副学長（研究担当）。
- 2016年4月 徳島大学学長。
- 2022年4月 徳島大学学長補佐。
- 2023年10月アカデミスト起業学会設立、会長に就任

## 所属学会
- 日本細胞生物学会
- 日本発生生物学会
- 日本生化学会
- 日本分子生物学会
- 日本生物物理学会
- アカデミスト起業学会

## 著書
- 『最先端　コオロギ学　　世界初　新しい生物学がここにある』（2022年4月、北隆館）
- 『最強の食材料コオロギフードが地球を救う　』（2021年8月、小学館）
- 『理系のアナタが知っておきたいラボ生活の中身〜バイオ系の歩き方』（2012年4月、羊土社）
- 『免疫染色 & in situハイブリダイゼーション最新プロトコール―抗体・プローブの作製から手法の選択,顕微鏡観察まで実践テクニックが余さずわかる! (注目のバイオ実験シリーズ) 』（2006年9月、羊土社）
- 『The cricket as a model organism: Development, regeneration, and behavior』 編集者：Hadley Wilson Horch, Taro Mito, Aleksandar Popadić, Hideyo Ohuchi, Sumihare Noji, Springer Japan (2017) ISBN (Print)9784431564768.